# Городилово (Молодечненський район)
Городилово (біл. вёска Гарадзілава) — село в складі Молодечненського району Мінської області, Білорусь. Село є адміністративним центром Городилівської сільської ради, розташоване в західній частині області.